# Osmol
Osmol (Osm) – jednostka ciśnienia osmotycznego określająca osmolalność (aktywność osmotyczną) roztworu.
1 osmol jest równy 1 molowi substancji nieulegającej dysocjacji w 1 litrze wody lub płynów ciała.